# William Thomas Moncrieff
William Thomas Moncrieff, né le 24 août 1794 – mort le 3 décembre 1857, habituellement appelé W.T. Moncrieff, est un dramaturge anglais.

## Biographie
Né à Londres, fils d'un commerçant de The Strand nommé Thomas, il emprunte le nom Moncrieff à des fins théâtrales. Le premier succès de Moncrieff a lieu au cirque d'Astley avec The Dandy Family, drame équestre et en 1820, The Lear of Private Life avec Junius Brutus Booth (en) dans le rôle du héros, connaît une longue série de représentations. Il donne au théâtre de Drury Lane un mélodrame romantique intitulé The Cataract of the Ganges; or, The Rajah’s Daughter qui fournit au théâtre national l'occasion de montrer sur sa scène à la fois de vrais chevaux et une vraie cascade. Cette œuvre devient très populaire dans les théâtres provinciaux lors de tournées dans toute l'Angleterre. En 1830, il conçoit l'opéra dramatique Van Diemen's Land relatif au célèbre bushranger Michael Howe (en). Mais sa production la plus populaire est Tom and Jerry (1821), mise en scène du Life in London (en) de Pierce Egan (en) dont Moncrieff a commencé la publication du Boxiana en 1818. Il dirige les jardins Vauxhall en 1827 et en 1833 loue le City Theatre. Peu après, sa vue se dégrade et en 1843 il est devenu totalement aveugle. L'année suivante il entre au Charterhouse de Londres. Les souvenirs de théâtre de Moncrieff sont publiés dans le Sunday Times en 1851. Il édite Selections from Dramatic Works (Londres, 1850), contenant 24 de ses propres pièces.